# Paulo da Silva Barrios
Paulo César Da Silva Barrios (Asunción, 1º febbraio 1980) è un calciatore paraguaiano, difensore del Independiente.

## Carriera

### Club
Comincia la sua carriera nella primavera dell'Atlántida Sport Club. Gioca un'ottima stagione nel Cerro Porteño per poi trasferirsi in Italia dove gioca per il Perugia, per il Venezia e per un breve periodo nel Cosenza. In mezzo la parentesi argentina dove nel 1999 veste la maglia del Lanús. Nel 2002 torna in Paraguay giocando per una stagione nel Libertad. Passa poi al Toluca dove resta per diversi anni diventando un vero e proprio pilastro difensivo della squadra messicana. Nel 2009 torna in Europa indossando la maglia del Sunderland, club che milita nella Premier League inglese.
Nel 2007 è stato scelto per l'11 ideale del Sud America e nel 2008 vince il titolo di Apertura Messicana.
Il 31 gennaio 2011 viene acquistato dal Real Saragozza, salvo poi ritornare in Messico nel 2012 al Pachuca. A fine apertura 2012, in seguito alla cessione di Leobardo López al Monterrey, viene nominato nuovo capitano della squadra.

### Nazionale
Gioca in nazionale dal 2000 e ha partecipato ai Mondiali di calcio 2006, alla Copa América 2007 e 2015 e ai Mondiali di calcio 2010.
Viene poi convocato per la Copa América Centenario del 2016.

## Statistiche
Paulo da Silva ha disputato, tra club, nazionale maggiore e nazionali giovanili, 1014 partite.

### Presenze e reti nei club
Statistiche aggiornate al 10 setembro 2023.
| Stagione              | Squadra               | Campionato            | Campionato | Campionato | Coppe nazionali | Coppe nazionali | Coppe nazionali | Coppe continentali | Coppe continentali | Coppe continentali | Altre coppe | Altre coppe | Altre coppe | Totale | Totale | Totale |
| Stagione              | Squadra               | Comp                  | Pres       | Reti       | Comp            | Pres            | Reti            | Comp               | Pres               | Reti               | Comp        | Pres        | Reti        | Pres   | Reti   |        |
| --------------------- | --------------------- | --------------------- | ---------- | ---------- | --------------- | --------------- | --------------- | ------------------ | ------------------ | ------------------ | ----------- | ----------- | ----------- | ------ | ------ | ------ |
| 1995                  | Atlántida             | PD                    | 36         | 0          | -               | -               | -               | -                  | -                  | -                  | -           | -           | -           | 36     | 0      |        |
| 1998                  | Cerro Porteño         | PD                    | 25         | 2          | -               | -               | -               | CL                 | 9                  | 0                  | -           | -           | -           | 34     | 2      |        |
| gen.-giu. 1999        | Perugia               | A                     | 0          | 0          | CI              | -               | -               | -                  | -                  | -                  | -           | -           | -           | 0      | 0      |        |
| 1999-2000             | Lanús                 | PD                    | 12         | 1          | -               | -               | -               | -                  | -                  | -                  | -           | -           | -           | 12     | 1      |        |
| 2000-2001             | Venezia               | B                     | 7          | 0          | CI              | 2               | 0               | -                  | -                  | -                  | -           | -           | -           | 9      | 0      |        |
| 2001-gen. 2002        | Cosenza               | B                     | 2          | 0          | CI              | 0               | 0               | -                  | -                  | -                  | -           | -           | -           | 2      | 0      |        |
| 2002                  | Libertad              | PD                    | 30         | 2          | -               | -               | -               | CS                 | 2                  | 1                  | -           | -           | -           | 32     | 3      |        |
| 2003                  | Libertad              | PD                    | 12         | 0          | -               | -               | -               | CL                 | 5                  | 0                  | -           | -           | -           | 17     | 0      |        |
| 2003-2004             | Toluca                | PD                    | 36+7       | 2+2        | -               | -               | -               | -                  | -                  | -                  | -           | -           | -           | 43     | 4      |        |
| 2004-2005             | Toluca                | PD                    | 34+1       | 2          | -               | -               | -               | -                  | -                  | -                  | -           | -           | -           | 35     | 2      |        |
| 2005-2006             | Toluca                | PD                    | 34+10      | 1+1        | -               | -               | -               | CS                 | 5                  | 1                  | -           | -           | -           | 49     | 3      |        |
| 2006-2007             | Toluca                | PD                    | 28+6       | 3          | -               | -               | -               | CCL+CL             | 5+7                | 1+1                | -           | -           | -           | 46     | 5      |        |
| 2007-2008             | Toluca                | PD                    | 32+3       | 4          | IL              | 3               | 0               | -                  | -                  | -                  | -           | -           | -           | 38     | 4      |        |
| 2008-2009             | Toluca                | PD                    | 32+8       | 0+1        | -               | -               | -               | -                  | -                  | -                  | -           | -           | -           | 40     | 1      |        |
| 2009-2010             | Sunderland            | PL                    | 16         | 0          | FACup+CdL       | 2+3             | 0               | -                  | -                  | -                  | -           | -           | -           | 21     | 0      |        |
| 2010-gen. 2011        | Sunderland            | PL                    | 1          | 0          | FACup+CdL       | 1+1             | 0               | -                  | -                  | -                  | -           | -           | -           | 3      | 0      |        |
| Totale Sunderland     | Totale Sunderland     | Totale Sunderland     | 17         | 0          |                 | 7               | 0               |                    | -                  | -                  |             | -           | -           | 24     | 0      |        |
| gen.-giu. 2011        | Real Saragozza        | PD                    | 13         | 0          | CR              | -               | -               | -                  | -                  | -                  | -           | -           | -           | 13     | 0      |        |
| 2011-2012             | Real Saragozza        | PD                    | 29         | 1          | CR              | 0               | 0               | -                  | -                  | -                  | -           | -           | 29          | 1      |        |        |
| Totale Real Saragozza | Totale Real Saragozza | Totale Real Saragozza | 42         | 1          |                 | 0               | 0               |                    | -                  | -                  |             | -           | -           | 42     | 1      |        |
| 2012-2013             | Pachuca               | PD                    | 33         | 2          | CM              | 0               | 0               | -                  | -                  | -                  | -           | -           | -           | 33     | 2      |        |
| 2013-2014             | Toluca                | PD                    | 30+8       | 4          | CM              | 0               | 0               | CCL                | 7                  | 1                  | -           | -           | -           | 45     | 5      |        |
| 2014-2015             | Toluca                | PD                    | 34+4       | 8          | CM              | 2               | 0               | -                  | -                  | -                  | -           | -           | -           | 40     | 8      |        |
| 2015-2016             | Toluca                | PD                    | 32+4       | 2          | CM              | 2               | 0               | CL                 | 6                  | 0                  | -           | -           | -           | 44     | 2      |        |
| 2016-2017             | Toluca                | PD                    | 32+4       | 0          | CM              | 2               | 0               | -                  | -                  | -                  | -           | -           | -           | 38     | 0      |        |
| Totale Toluca         | Totale Toluca         | Totale Toluca         | 324+55     | 26+4       |                 | 9               | 0               |                    | 30                 | 4                  |             | -           | -           | 418    | 34     |        |
| 2017                  | Libertad              | PD                    | 14         | 0          | -               | -               | -               | CS                 | 7                  | 0                  | -           | -           | -           | 21     | 0      |        |
| 2018                  | Libertad              | PD                    | 19         | 0          | CP              | 1               | 0               | CL                 | 6                  | 0                  | -           | -           | -           | 26     | 0      |        |
| 2019                  | Libertad              | PD                    | 18         | 0          | CP              | 6               | 0               | CL                 | 11                 | 0                  | -           | -           | -           | 35     | 0      |        |
| 2020                  | Libertad              | PD                    | 12         | 0          | -               | -               | -               | CL                 | 5                  | 0                  | -           | -           | -           | 17     | 0      |        |
| Totale Libertad       | Totale Libertad       | Totale Libertad       | 105        | 2          |                 | 7               | 0               |                    | 36                 | 1                  |             | -           | -           | 148    | 3      |        |
| 2021                  | 12 de Octubre         | PD                    | 32         | 1          | CP              | 1               | 0               | CS                 | 8                  | 0                  | -           | -           | -           | 41     | 1      |        |
| 2022                  | 12 de Octubre         | PD                    | 35         | 0          | CP              | 0               | 0               | -                  | -                  | -                  | -           | -           | -           | 35     | 0      |        |
| Totale 12 de Octubre  | Totale 12 de Octubre  | Totale 12 de Octubre  | 67         | 2          |                 | 1               | 0               |                    | 8                  | 0                  |             | -           | -           | 76     | 1      |        |
| 2023                  | Independiente         | SD                    | 8          | 0          | CP              | 1               | 0               | -                  | -                  | -                  | -           | -           | -           | 9      | 0      |        |
| 2023                  | 12 de Junio           | TD                    | 8          | 0          | CP              | -               | -               | -                  | -                  | -                  | -           | -           | -           | 8      | 0      |        |
| Totale carriera       | Totale carriera       | Totale carriera       | 741        | 39         |                 | 27              | 0               |                    | 83                 | 5                  |             | -           | -           | 851    | 44     |        |

### Cronologia presenze e reti in nazionale
| Cronologia completa delle presenze e delle reti in nazionale ― Paraguay | Cronologia completa delle presenze e delle reti in nazionale ― Paraguay | Cronologia completa delle presenze e delle reti in nazionale ― Paraguay | Cronologia completa delle presenze e delle reti in nazionale ― Paraguay | Cronologia completa delle presenze e delle reti in nazionale ― Paraguay | Cronologia completa delle presenze e delle reti in nazionale ― Paraguay | Cronologia completa delle presenze e delle reti in nazionale ― Paraguay | Cronologia completa delle presenze e delle reti in nazionale ― Paraguay |
| Data                                                                    | Città                                                                   | In casa                                                                 | Risultato                                                               | Ospiti                                                                  | Competizione                                                            | Reti                                                                    | Note                                                                    |
| ----------------------------------------------------------------------- | ----------------------------------------------------------------------- | ----------------------------------------------------------------------- | ----------------------------------------------------------------------- | ----------------------------------------------------------------------- | ----------------------------------------------------------------------- | ----------------------------------------------------------------------- | ----------------------------------------------------------------------- |
| 27-7-2000                                                               | La Paz                                                                  | Bolivia                                                                 | 0 – 0                                                                   | Paraguay                                                                | Qual. Mondiali 2002                                                     | -                                                                       |                                                                         |
| 7-10-2000                                                               | Bogotà                                                                  | Colombia                                                                | 0 – 2                                                                   | Paraguay                                                                | Qual. Mondiali 2002                                                     | -                                                                       |                                                                         |
| 24-1-2001                                                               | Hong Kong                                                               | Hong Kong League XI                                                     | 0 – 0 dts (9 – 8 dtr)                                                   | Paraguay                                                                | Lunar New Year Cup 2001 - Semifinale                                    | -                                                                       |                                                                         |
| 27-1-2001                                                               | Hong Kong                                                               | Corea del Sud                                                           | 1 – 1 dts (6 – 5 dtr)                                                   | Paraguay                                                                | Lunar New Year Cup 2001 - Finale 3º posto                               | -                                                                       | 15’                                                                     |
| 24-4-2001                                                               | Quito                                                                   | Ecuador                                                                 | 2 – 1                                                                   | Paraguay                                                                | Qual. Mondiali 2002                                                     | -                                                                       | 72’                                                                     |
| 21-8-2002                                                               | Fortaleza                                                               | Brasile                                                                 | 0 – 1                                                                   | Paraguay                                                                | Amichevole                                                              | -                                                                       | 89’                                                                     |
| 19-9-2002                                                               | Tabriz                                                                  | Iran                                                                    | 1 – 2                                                                   | Paraguay                                                                | Amichevole                                                              | -                                                                       | 65’                                                                     |
| 16-10-2002                                                              | Logroño                                                                 | Spagna                                                                  | 0 – 0                                                                   | Paraguay                                                                | Amichevole                                                              | -                                                                       |                                                                         |
| 26-3-2003                                                               | San Diego                                                               | Messico                                                                 | 1 – 1                                                                   | Paraguay                                                                | Amichevole                                                              | -                                                                       |                                                                         |
| 29-3-2003                                                               | Alajuela                                                                | Costa Rica                                                              | 2 – 1                                                                   | Paraguay                                                                | Amichevole                                                              | -                                                                       |                                                                         |
| 2-4-2003                                                                | Tegucigalpa                                                             | Honduras                                                                | 1 – 1                                                                   | Paraguay                                                                | Amichevole                                                              | -                                                                       |                                                                         |
| 30-4-2003                                                               | Lima                                                                    | Perù                                                                    | 0 – 1                                                                   | Paraguay                                                                | Amichevole                                                              | -                                                                       |                                                                         |
| 6-6-2003                                                                | Braga                                                                   | Portogallo                                                              | 0 – 0                                                                   | Paraguay                                                                | Amichevole                                                              | -                                                                       |                                                                         |
| 11-6-2003                                                               | Saitama                                                                 | Giappone                                                                | 0 – 0                                                                   | Paraguay                                                                | Amichevole                                                              | -                                                                       |                                                                         |
| 20-8-2003                                                               | Panama                                                                  | Panama                                                                  | 1 – 2                                                                   | Paraguay                                                                | Amichevole                                                              | -                                                                       |                                                                         |
| 6-9-2003                                                                | Lima                                                                    | Perù                                                                    | 4 – 1                                                                   | Paraguay                                                                | Qual. Mondiali 2006                                                     | -                                                                       |                                                                         |
| 10-9-2003                                                               | Asunción                                                                | Paraguay                                                                | 4 – 1                                                                   | Uruguay                                                                 | Qual. Mondiali 2006                                                     | -                                                                       |                                                                         |
| 18-11-2003                                                              | Santiago del Cile                                                       | Cile                                                                    | 0 – 1                                                                   | Paraguay                                                                | Qual. Mondiali 2006                                                     | -                                                                       | 90’                                                                     |
| 31-3-2004                                                               | Asunción                                                                | Paraguay                                                                | 0 – 0                                                                   | Brasile                                                                 | Qual. Mondiali 2006                                                     | -                                                                       | 73’                                                                     |
| 28-4-2004                                                               | Incheon                                                                 | Corea del Sud                                                           | 0 – 0                                                                   | Paraguay                                                                | Amichevole                                                              | -                                                                       |                                                                         |
| 1-6-2004                                                                | La Paz                                                                  | Bolivia                                                                 | 2 – 1                                                                   | Paraguay                                                                | Qual. Mondiali 2006                                                     | -                                                                       | 7’                                                                      |
| 6-6-2004                                                                | Buenos Aires                                                            | Argentina                                                               | 0 – 0                                                                   | Paraguay                                                                | Qual. Mondiali 2006                                                     | -                                                                       |                                                                         |
| 5-9-2004                                                                | Asunción                                                                | Paraguay                                                                | 1 – 0                                                                   | Venezuela                                                               | Qual. Mondiali 2006                                                     | -                                                                       |                                                                         |
| 9-10-2004                                                               | Barranquilla                                                            | Colombia                                                                | 1 – 1                                                                   | Paraguay                                                                | Qual. Mondiali 2006                                                     | -                                                                       |                                                                         |
| 13-10-2004                                                              | Asunción                                                                | Paraguay                                                                | 1 – 1                                                                   | Perù                                                                    | Qual. Mondiali 2006                                                     | -                                                                       |                                                                         |
| 16-11-2004                                                              | Montevideo                                                              | Uruguay                                                                 | 1 – 0                                                                   | Paraguay                                                                | Qual. Mondiali 2006                                                     | -                                                                       |                                                                         |
| 19-1-2005                                                               | Los Angeles                                                             | Paraguay                                                                | 1 – 1                                                                   | Corea del Sud                                                           | Amichevole                                                              | -                                                                       |                                                                         |
| 27-3-2005                                                               | Quito                                                                   | Ecuador                                                                 | 5 – 2                                                                   | Paraguay                                                                | Qual. Mondiali 2006                                                     | -                                                                       |                                                                         |
| 30-3-2005                                                               | Montevideo                                                              | Paraguay                                                                | 2 – 1                                                                   | Cile                                                                    | Qual. Mondiali 2006                                                     | -                                                                       |                                                                         |
| 5-6-2005                                                                | Porto Alegre                                                            | Brasile                                                                 | 4 – 1                                                                   | Paraguay                                                                | Qual. Mondiali 2006                                                     | -                                                                       |                                                                         |
| 8-10-2005                                                               | Maracaibo                                                               | Venezuela                                                               | 0 – 1                                                                   | Paraguay                                                                | Qual. Mondiali 2006                                                     | -                                                                       | 88’                                                                     |
| 1-3-2006                                                                | Cardiff                                                                 | Galles                                                                  | 0 – 0                                                                   | Paraguay                                                                | Amichevole                                                              | -                                                                       |                                                                         |
| 24-5-2006                                                               | Oslo                                                                    | Norvegia                                                                | 2 – 2                                                                   | Paraguay                                                                | Amichevole                                                              | -                                                                       |                                                                         |
| 27-5-2006                                                               | Aarhus                                                                  | Danimarca                                                               | 1 – 1                                                                   | Paraguay                                                                | Amichevole                                                              | -                                                                       |                                                                         |
| 20-6-2006                                                               | Kaiserslautern                                                          | Paraguay                                                                | 2 – 0                                                                   | Trinidad e Tobago                                                       | Mondiali 2006 - 1º turno                                                | -                                                                       |                                                                         |
| 7-10-2006                                                               | Brisbane                                                                | Australia                                                               | 1 – 1                                                                   | Paraguay                                                                | Amichevole                                                              | -                                                                       | 64’                                                                     |
| 25-3-2007                                                               | Monterrey                                                               | Messico                                                                 | 2 – 1                                                                   | Paraguay                                                                | Amichevole                                                              | -                                                                       | 47’                                                                     |
| 2-6-2007                                                                | Vienna                                                                  | Austria                                                                 | 0 – 0                                                                   | Paraguay                                                                | Amichevole                                                              | -                                                                       | 64’                                                                     |
| 5-6-2007                                                                | Città del Messico                                                       | Messico                                                                 | 0 – 1                                                                   | Paraguay                                                                | Amichevole                                                              | -                                                                       |                                                                         |
| 20-6-2007                                                               | Santa Cruz de la Sierra                                                 | Bolivia                                                                 | 0 – 0                                                                   | Paraguay                                                                | Amichevole                                                              | -                                                                       |                                                                         |
| 28-6-2007                                                               | Maracaibo                                                               | Paraguay                                                                | 5 – 0                                                                   | Colombia                                                                | Coppa America 2007 - 1º turno                                           | -                                                                       |                                                                         |
| 2-7-2007                                                                | Barinas                                                                 | Stati Uniti                                                             | 1 – 3                                                                   | Paraguay                                                                | Coppa America 2007 - 1º turno                                           | -                                                                       |                                                                         |
| 8-7-2007                                                                | Maturín                                                                 | Messico                                                                 | 6 – 0                                                                   | Paraguay                                                                | Coppa America 2007 - Quarti di finale                                   | -                                                                       |                                                                         |
| 8-9-2007                                                                | Puerto Ordaz                                                            | Venezuela                                                               | 3 – 2                                                                   | Paraguay                                                                | Amichevole                                                              | -                                                                       |                                                                         |
| 12-9-2007                                                               | Bogotà                                                                  | Colombia                                                                | 1 – 0                                                                   | Paraguay                                                                | Amichevole                                                              | -                                                                       | 82’                                                                     |
| 13-10-2007                                                              | Lima                                                                    | Perù                                                                    | 0 – 0                                                                   | Paraguay                                                                | Qual. Mondiali 2010                                                     | -                                                                       |                                                                         |
| 17-10-2007                                                              | Asunción                                                                | Paraguay                                                                | 1 – 0                                                                   | Uruguay                                                                 | Qual. Mondiali 2010                                                     | -                                                                       |                                                                         |
| 18-11-2007                                                              | Asunción                                                                | Paraguay                                                                | 5 – 1                                                                   | Ecuador                                                                 | Qual. Mondiali 2010                                                     | -                                                                       |                                                                         |
| 22-11-2007                                                              | Santiago del Cile                                                       | Cile                                                                    | 0 – 3                                                                   | Paraguay                                                                | Qual. Mondiali 2010                                                     | 2                                                                       |                                                                         |
| 6-2-2008                                                                | San Pedro Sula                                                          | Honduras                                                                | 2 – 0                                                                   | Paraguay                                                                | Amichevole                                                              | -                                                                       |                                                                         |
| 31-5-2008                                                               | Tolone                                                                  | Francia                                                                 | 0 – 0                                                                   | Paraguay                                                                | Amichevole                                                              | -                                                                       |                                                                         |
| 15-6-2008                                                               | Asunción                                                                | Paraguay                                                                | 2 – 0                                                                   | Brasile                                                                 | Qual. Mondiali 2010                                                     | -                                                                       |                                                                         |
| 18-6-2008                                                               | La Paz                                                                  | Bolivia                                                                 | 4 – 2                                                                   | Paraguay                                                                | Qual. Mondiali 2010                                                     | -                                                                       |                                                                         |
| 20-8-2008                                                               | Nyon                                                                    | Paraguay                                                                | 1 – 1                                                                   | Arabia Saudita                                                          | Amichevole                                                              | -                                                                       |                                                                         |
| 6-9-2008                                                                | Buenos Aires                                                            | Argentina                                                               | 1 – 1                                                                   | Paraguay                                                                | Qual. Mondiali 2010                                                     | -                                                                       |                                                                         |
| 9-9-2008                                                                | Asunción                                                                | Paraguay                                                                | 2 – 0                                                                   | Venezuela                                                               | Qual. Mondiali 2010                                                     | -                                                                       |                                                                         |
| 11-10-2008                                                              | Bogotà                                                                  | Colombia                                                                | 0 – 1                                                                   | Paraguay                                                                | Qual. Mondiali 2010                                                     | -                                                                       |                                                                         |
| 15-10-2008                                                              | Asunción                                                                | Paraguay                                                                | 1 – 0                                                                   | Perù                                                                    | Qual. Mondiali 2010                                                     | -                                                                       | 38’                                                                     |
| 11-2-2009                                                               | Lima                                                                    | Perù                                                                    | 0 – 1                                                                   | Paraguay                                                                | Amichevole                                                              | -                                                                       |                                                                         |
| 28-3-2009                                                               | Montevideo                                                              | Uruguay                                                                 | 2 – 0                                                                   | Paraguay                                                                | Qual. Mondiali 2010                                                     | -                                                                       |                                                                         |
| 1-4-2009                                                                | Quito                                                                   | Ecuador                                                                 | 1 – 1                                                                   | Paraguay                                                                | Qual. Mondiali 2010                                                     | -                                                                       | 84’                                                                     |
| 10-6-2009                                                               | Recife                                                                  | Brasile                                                                 | 2 – 1                                                                   | Paraguay                                                                | Qual. Mondiali 2010                                                     | -                                                                       |                                                                         |
| 5-9-2009                                                                | Asunción                                                                | Paraguay                                                                | 1 – 0                                                                   | Bolivia                                                                 | Qual. Mondiali 2010                                                     | -                                                                       |                                                                         |
| 9-9-2009                                                                | Asunción                                                                | Paraguay                                                                | 1 – 0                                                                   | Argentina                                                               | Qual. Mondiali 2010                                                     | -                                                                       |                                                                         |
| 10-10-2009                                                              | Puerto Ordaz                                                            | Venezuela                                                               | 1 – 2                                                                   | Paraguay                                                                | Qual. Mondiali 2010                                                     | -                                                                       |                                                                         |
| 14-10-2009                                                              | Asunción                                                                | Paraguay                                                                | 0 – 2                                                                   | Colombia                                                                | Qual. Mondiali 2010                                                     | -                                                                       |                                                                         |
| 13-11-2009                                                              | Doha                                                                    | Qatar                                                                   | 2 – 1                                                                   | Paraguay                                                                | Amichevole                                                              | -                                                                       | 65’                                                                     |
| 18-11-2009                                                              | Eindhoven                                                               | Paesi Bassi                                                             | 0 – 0                                                                   | Paraguay                                                                | Amichevole                                                              | -                                                                       |                                                                         |
| 15-5-2010                                                               | Nyon                                                                    | Corea del Nord                                                          | 0 – 1                                                                   | Paraguay                                                                | Amichevole                                                              | -                                                                       |                                                                         |
| 25-5-2010                                                               | Dublino                                                                 | Irlanda                                                                 | 2 – 1                                                                   | Paraguay                                                                | Amichevole                                                              | -                                                                       |                                                                         |
| 30-5-2010                                                               | Evian-les-Bains                                                         | Paraguay                                                                | 2 – 2                                                                   | Costa d'Avorio                                                          | Amichevole                                                              | -                                                                       |                                                                         |
| 2-6-2010                                                                | Winterthur                                                              | Grecia                                                                  | 0 – 2                                                                   | Paraguay                                                                | Amichevole                                                              | -                                                                       |                                                                         |
| 14-6-2010                                                               | Città del Capo                                                          | Paraguay                                                                | 1 – 1                                                                   | Italia                                                                  | Mondiali 2010 - 1º turno                                                | -                                                                       |                                                                         |
| 20-6-2010                                                               | Bloemfontein                                                            | Paraguay                                                                | 2 – 0                                                                   | Slovacchia                                                              | Mondiali 2010 - 1º turno                                                | -                                                                       |                                                                         |
| 24-6-2010                                                               | Polokwane                                                               | Nuova Zelanda                                                           | 0 – 0                                                                   | Paraguay                                                                | Mondiali 2010 - 1º turno                                                | -                                                                       |                                                                         |
| 29-6-2010                                                               | Pretoria                                                                | Paraguay                                                                | 0 – 0 dts (5 – 3 dtr)                                                   | Giappone                                                                | Mondiali 2010 - Ottavi di finale                                        | -                                                                       |                                                                         |
| 3-7-2010                                                                | Johannesburg                                                            | Spagna                                                                  | 1 – 0                                                                   | Paraguay                                                                | Mondiali 2010 - Quarti di finale                                        | -                                                                       |                                                                         |
| 11-8-2010                                                               | Asunción                                                                | Paraguay                                                                | 2 – 0                                                                   | Costa Rica                                                              | Amichevole                                                              | -                                                                       | 46’                                                                     |
| 4-9-2010                                                                | Yokohama                                                                | Giappone                                                                | 1 – 0                                                                   | Paraguay                                                                | Amichevole                                                              | -                                                                       |                                                                         |
| 7-9-2010                                                                | Nanjing                                                                 | Cina                                                                    | 1 – 1                                                                   | Paraguay                                                                | Amichevole                                                              | -                                                                       |                                                                         |
| 9-10-2010                                                               | Sydney                                                                  | Australia                                                               | 1 – 0                                                                   | Paraguay                                                                | Amichevole                                                              | -                                                                       |                                                                         |
| 12-10-2010                                                              | Wellington                                                              | Nuova Zelanda                                                           | 0 – 2                                                                   | Paraguay                                                                | Amichevole                                                              | -                                                                       |                                                                         |
| 17-11-2010                                                              | Hong Kong                                                               | Hong Kong                                                               | 0 – 7                                                                   | Paraguay                                                                | Amichevole                                                              | -                                                                       |                                                                         |
| 26-3-2011                                                               | Oakland                                                                 | Messico                                                                 | 3 – 1                                                                   | Paraguay                                                                | Amichevole                                                              | -                                                                       |                                                                         |
| 29-3-2011                                                               | Nashville                                                               | Stati Uniti                                                             | 0 – 1                                                                   | Paraguay                                                                | Amichevole                                                              | -                                                                       |                                                                         |
| 4-6-2011                                                                | Santa Cruz de la Sierra                                                 | Bolivia                                                                 | 0 – 2                                                                   | Paraguay                                                                | Copa Paz del Chaco 2011                                                 | -                                                                       |                                                                         |
| 7-6-2011                                                                | Luque                                                                   | Paraguay                                                                | 0 – 0                                                                   | Bolivia                                                                 | Copa Paz del Chaco 2011                                                 | -                                                                       |                                                                         |
| 11-6-2011                                                               | Asunción                                                                | Paraguay                                                                | 2 – 0                                                                   | Romania                                                                 | Amichevole                                                              | -                                                                       |                                                                         |
| 23-6-2011                                                               | Asunción                                                                | Paraguay                                                                | 0 – 0                                                                   | Cile                                                                    | Amichevole                                                              | -                                                                       | 65’                                                                     |
| 3-7-2011                                                                | Santa Fe                                                                | Paraguay                                                                | 0 – 0                                                                   | Ecuador                                                                 | Coppa America 2011 - 1º turno                                           | -                                                                       |                                                                         |
| 9-7-2011                                                                | Córdoba                                                                 | Brasile                                                                 | 2 – 2                                                                   | Paraguay                                                                | Coppa America 2011 - 1º turno                                           | -                                                                       |                                                                         |
| 13-7-2011                                                               | Salta                                                                   | Paraguay                                                                | 3 – 3                                                                   | Venezuela                                                               | Coppa America 2011 - 1º turno                                           | -                                                                       |                                                                         |
| 17-7-2011                                                               | La Plata                                                                | Brasile                                                                 | 0 – 0 dts (0 – 2 dtr)                                                   | Paraguay                                                                | Coppa America 2011 - Quarti di finale                                   | -                                                                       |                                                                         |
| 20-7-2011                                                               | Mendoza                                                                 | Paraguay                                                                | 0 – 0 dts (5 – 3 dtr)                                                   | Venezuela                                                               | Coppa America 2011 - Semifinale                                         | -                                                                       |                                                                         |
| 24-7-2011                                                               | Buenos Aires                                                            | Uruguay                                                                 | 3 – 0                                                                   | Paraguay                                                                | Coppa America 2011 - Finale                                             | -                                                                       |                                                                         |
| 2-9-2011                                                                | Panama                                                                  | Panama                                                                  | 0 – 2                                                                   | Paraguay                                                                | Amichevole                                                              | -                                                                       |                                                                         |
| 6-9-2011                                                                | San Pedro Sula                                                          | Honduras                                                                | 0 – 3                                                                   | Paraguay                                                                | Amichevole                                                              | -                                                                       |                                                                         |
| 7-10-2011                                                               | Lima                                                                    | Perù                                                                    | 2 – 0                                                                   | Paraguay                                                                | Qual. Mondiali 2014                                                     | -                                                                       |                                                                         |
| 11-10-2011                                                              | Asunción                                                                | Paraguay                                                                | 1 – 1                                                                   | Uruguay                                                                 | Qual. Mondiali 2014                                                     | -                                                                       | cap.                                                                    |
| 11-11-2011                                                              | Asunción                                                                | Paraguay                                                                | 2 – 1                                                                   | Ecuador                                                                 | Qual. Mondiali 2014                                                     | -                                                                       |                                                                         |
| 29-2-2012                                                               | Asunción                                                                | Paraguay                                                                | 1 – 0                                                                   | Panama                                                                  | Amichevole                                                              | -                                                                       | [ 8 ]                                                                   |
| 9-6-2012                                                                | La Paz                                                                  | Bolivia                                                                 | 3 – 1                                                                   | Paraguay                                                                | Qual. Mondiali 2014                                                     | -                                                                       | 83’                                                                     |
| 15-8-2012                                                               | Washington                                                              | Guatemala                                                               | 3 – 3                                                                   | Paraguay                                                                | Amichevole                                                              | -                                                                       |                                                                         |
| 7-9-2012                                                                | Córdoba                                                                 | Argentina                                                               | 3 – 1                                                                   | Paraguay                                                                | Qual. Mondiali 2014                                                     | -                                                                       |                                                                         |
| 11-9-2012                                                               | Asunción                                                                | Paraguay                                                                | 0 – 2                                                                   | Venezuela                                                               | Qual. Mondiali 2014                                                     | -                                                                       |                                                                         |
| 12-10-2012                                                              | Barranquilla                                                            | Colombia                                                                | 2 – 0                                                                   | Paraguay                                                                | Qual. Mondiali 2014                                                     | -                                                                       |                                                                         |
| 16-10-2012                                                              | Asunción                                                                | Paraguay                                                                | 1 – 0                                                                   | Perù                                                                    | Qual. Mondiali 2014                                                     | -                                                                       |                                                                         |
| 14-11-2012                                                              | Luque                                                                   | Paraguay                                                                | 3 – 1                                                                   | Guatemala                                                               | Amichevole                                                              | -                                                                       |                                                                         |
| 6-2-2013                                                                | Asunción                                                                | Paraguay                                                                | 3 – 0                                                                   | El Salvador                                                             | Amichevole                                                              | -                                                                       |                                                                         |
| 22-3-2013                                                               | Montevideo                                                              | Uruguay                                                                 | 1 – 1                                                                   | Paraguay                                                                | Qual. Mondiali 2014                                                     | -                                                                       | cap.                                                                    |
| 26-3-2013                                                               | Quito                                                                   | Ecuador                                                                 | 4 – 1                                                                   | Cile                                                                    | Qual. Mondiali 2014                                                     | -                                                                       |                                                                         |
| 7-6-2013                                                                | Asunción                                                                | Paraguay                                                                | 1 – 2                                                                   | Cile                                                                    | Qual. Mondiali 2014                                                     | -                                                                       |                                                                         |
| 14-8-2013                                                               | Kaiserslautern                                                          | Germania                                                                | 3 – 3                                                                   | Paraguay                                                                | Amichevole                                                              | -                                                                       | 12’                                                                     |
| 6-9-2013                                                                | Asunción                                                                | Paraguay                                                                | 4 – 0                                                                   | Bolivia                                                                 | Qual. Mondiali 2014                                                     | -                                                                       |                                                                         |
| 10-9-2013                                                               | Asunción                                                                | Paraguay                                                                | 2 – 5                                                                   | Argentina                                                               | Qual. Mondiali 2014                                                     | -                                                                       |                                                                         |
| 11-10-2013                                                              | San Cristóbal                                                           | Venezuela                                                               | 1 – 1                                                                   | Paraguay                                                                | Qual. Mondiali 2014                                                     | -                                                                       |                                                                         |
| 15-10-2013                                                              | Asunción                                                                | Paraguay                                                                | 1 – 2                                                                   | Colombia                                                                | Qual. Mondiali 2014                                                     | -                                                                       |                                                                         |
| 14-11-2014                                                              | Luque                                                                   | Paraguay                                                                | 2 – 1                                                                   | Perù                                                                    | Amichevole                                                              | -                                                                       |                                                                         |
| 18-11-2014                                                              | Lima                                                                    | Perù                                                                    | 2 – 1                                                                   | Paraguay                                                                | Amichevole                                                              | -                                                                       |                                                                         |
| 26-3-2015                                                               | San José                                                                | Costa Rica                                                              | 0 – 0                                                                   | Paraguay                                                                | Amichevole                                                              | -                                                                       |                                                                         |
| 31-3-2015                                                               | Kansas City                                                             | Messico                                                                 | 1 – 0                                                                   | Paraguay                                                                | Amichevole                                                              | -                                                                       | cap. 36’                                                                |
| 6-6-2015                                                                | Asunción                                                                | Paraguay                                                                | 2 – 2                                                                   | Honduras                                                                | Amichevole                                                              | -                                                                       |                                                                         |
| 13-6-2015                                                               | La Serena                                                               | Argentina                                                               | 2 – 2                                                                   | Paraguay                                                                | Coppa America 2015 - 1º turno                                           | -                                                                       |                                                                         |
| 16-6-2015                                                               | Antofagasta                                                             | Paraguay                                                                | 1 – 0                                                                   | Giamaica                                                                | Coppa America 2015 - 1º turno                                           | -                                                                       |                                                                         |
| 20-6-2015                                                               | La Serena                                                               | Paraguay                                                                | 1 – 1                                                                   | Uruguay                                                                 | Coppa America 2015 - 1º turno                                           | -                                                                       |                                                                         |
| 27-6-2015                                                               | Concepción                                                              | Brasile                                                                 | 1 – 1 dts (3 – 4 dtr)                                                   | Paraguay                                                                | Coppa America 2015 - Quarti di finale                                   | -                                                                       |                                                                         |
| 30-6-2015                                                               | Concepción                                                              | Argentina                                                               | 6 – 1                                                                   | Paraguay                                                                | Coppa America 2015 - Semifinale                                         | -                                                                       | 20’                                                                     |
| 3-7-2015                                                                | Concepción                                                              | Perù                                                                    | 2 – 0                                                                   | Paraguay                                                                | Coppa America 2015 - Finale 3º posto                                    | -                                                                       |                                                                         |
| 8-10-2015                                                               | Puerto Ordaz                                                            | Venezuela                                                               | 0 – 1                                                                   | Paraguay                                                                | Qual. Mondiali 2018                                                     | -                                                                       | cap.                                                                    |
| 13-10-2015                                                              | Asunción                                                                | Paraguay                                                                | 0 – 0                                                                   | Argentina                                                               | Qual. Mondiali 2018                                                     | -                                                                       | cap.                                                                    |
| 13-11-2015                                                              | Lima                                                                    | Perù                                                                    | 1 – 0                                                                   | Paraguay                                                                | Qual. Mondiali 2018                                                     | -                                                                       | cap.                                                                    |
| 17-11-2015                                                              | Asunción                                                                | Paraguay                                                                | 2 – 1                                                                   | Bolivia                                                                 | Qual. Mondiali 2018                                                     | -                                                                       | cap.                                                                    |
| 24-3-2016                                                               | Quito                                                                   | Ecuador                                                                 | 2 – 2                                                                   | Paraguay                                                                | Qual. Mondiali 2018                                                     | -                                                                       |                                                                         |
| 29-3-2016                                                               | Asunción                                                                | Paraguay                                                                | 2 – 2                                                                   | Brasile                                                                 | Qual. Mondiali 2018                                                     | -                                                                       |                                                                         |
| 28-5-2016                                                               | Atlanta                                                                 | Messico                                                                 | 1 – 0                                                                   | Paraguay                                                                | Amichevole                                                              | -                                                                       | cap.                                                                    |
| 4-6-2016                                                                | Orlando                                                                 | Costa Rica                                                              | 0 – 0                                                                   | Paraguay                                                                | Coppa America Centenario - 1º turno                                     | -                                                                       |                                                                         |
| 8-6-2016                                                                | Pasadena                                                                | Colombia                                                                | 2 – 1                                                                   | Paraguay                                                                | Coppa America Centenario - 1º turno                                     | -                                                                       |                                                                         |
| 12-6-2016                                                               | Filadelfia                                                              | Stati Uniti                                                             | 1 – 0                                                                   | Paraguay                                                                | Coppa America Centenario - 1º turno                                     | -                                                                       |                                                                         |
| 1-9-2016                                                                | Asunción                                                                | Paraguay                                                                | 2 – 1                                                                   | Cile                                                                    | Qual. Mondiali 2018                                                     | 1                                                                       | cap.                                                                    |
| 6-9-2016                                                                | Montevideo                                                              | Uruguay                                                                 | 4 – 0                                                                   | Paraguay                                                                | Qual. Mondiali 2018                                                     | -                                                                       | cap.                                                                    |
| 6-10-2016                                                               | Asunción                                                                | Paraguay                                                                | 0 – 1                                                                   | Colombia                                                                | Qual. Mondiali 2018                                                     | -                                                                       | cap.                                                                    |
| 11-10-2016                                                              | Córdoba                                                                 | Argentina                                                               | 0 – 1                                                                   | Paraguay                                                                | Qual. Mondiali 2018                                                     | -                                                                       | cap. 46’                                                                |
| 10-11-2016                                                              | Asunción                                                                | Paraguay                                                                | 1 – 4                                                                   | Perù                                                                    | Qual. Mondiali 2018                                                     | -                                                                       | cap.                                                                    |
| 15-11-2016                                                              | La Paz                                                                  | Bolivia                                                                 | 1 – 0                                                                   | Paraguay                                                                | Qual. Mondiali 2018                                                     | -                                                                       | cap.                                                                    |
| 23-3-2017                                                               | Asunción                                                                | Paraguay                                                                | 2 – 1                                                                   | Ecuador                                                                 | Qual. Mondiali 2018                                                     | -                                                                       | cap.                                                                    |
| 28-3-2017                                                               | San Paolo                                                               | Brasile                                                                 | 3 – 0                                                                   | Paraguay                                                                | Qual. Mondiali 2018                                                     | -                                                                       | cap.                                                                    |
| 31-8-2017                                                               | Santiago del Cile                                                       | Cile                                                                    | 0 – 3                                                                   | Paraguay                                                                | Qual. Mondiali 2018                                                     | -                                                                       | cap.                                                                    |
| 5-9-2017                                                                | Asunción                                                                | Paraguay                                                                | 1 – 2                                                                   | Uruguay                                                                 | Qual. Mondiali 2018                                                     | -                                                                       | cap. 85’                                                                |
| 10-10-2017                                                              | Asunción                                                                | Paraguay                                                                | 0 – 1                                                                   | Venezuela                                                               | Qual. Mondiali 2018                                                     | -                                                                       | cap. 62’                                                                |
| Totale                                                                  |                                                                         | Presenze (1º posto)                                                     | 149                                                                     |                                                                         | Reti                                                                    | 3                                                                       |                                                                         |

## Palmarès

### Club

#### Competizioni nazionali
- Campionato paraguaiano: 2

Libertad: 2002, Apertura 2017
- Primera División de México: 1

Deportivo Toluca: Apertura 2005
- Campeón de Campeones: 2

Deportivo Toluca: 2003, 2006

#### Competizioni internazionali
- CONCACAF Champions' Cup: 1

Club Toluca: 2003

### Individuale
- Equipo Ideal de América: 1

2007